# 东方三佑怙殿
东方三佑怙殿（The Eastern Rigsum Lha-khang），藏语称“夏日松贡布”，位于西藏自治区拉萨市城关区东孜苏路，是一座藏传佛教寺院。现已无存。

## 简介
东方三佑怙殿原来位于拉萨市城关区的拉萨清真大寺旁边。其位置是东孜苏路东头南侧第一处房子。该寺的西侧是河坝林赞康。文化大革命时被砸毁。此后一直未能重建。东方三佑怙殿现已无存。
拉萨原有八座三怙主殿，以大昭寺为中心，形成坛城布局。其中，东、南、西、北四个方位的三怙主殿是松赞干布启建，东南、东北、西南、西北四个方位的三怙主殿是后世加建。1990年代，八座三怙主殿中的南、西、北三座重建。原来东殿的三怙主石刻等，现供奉在布达拉宫东面山脚处。